# 樋口武彦
樋口 武彦（ひぐち たけひこ、1978年11月12日 - ）は、日本の男性声優、俳優。砂岡事務所所属。神奈川県出身。身長172cm。

## 出演

### テレビアニメ
- 有頂天家族（2013年、淀川教授[1]）

### 劇場アニメ
- 万能野菜 ニンニンマン（2011年、パパ[2]）
- 駒田蒸留所へようこそ（2023年、信州蒸溜所 所長）

### 舞台
1999年
- フォーティンブラス（TYハーバーシアター）
- ジャックブレルは今日もパリに生きて歌っている（TYハーバーシアター）

2002年
- フォーティンブラス - 英国使節役（ル・テアトル銀座）
- ジャックブレルは今日もパリに生きて歌っている - ギャルソン役（紀伊国屋サザンシアター）

2003年
- ジャックブレルは今日もパリに生きて歌っている - ギャルソン役（サンシャイン劇場ほか）

2004年
- エリザベス・レックス - トム役（ル・テアトル銀座ほか）
- ジャックブレルは今日もパリに生きて歌っている - ギャルソン役（青山劇場ほか）

2006年
- ソフィストリー - ジャック・カーン役（シアター1010）

2008年
- 海のメルヘン - ランディ役（サンリオピューロランド）

2009年
- なよたけ - 清原ノ秀臣役（演出：山本健翔）

2010年
- 朗読劇「加藤道夫・劇詩交響『街の子』『奇妙な幕間狂言』」（演出：山本健翔）
- 劇団VitaminX - 衣笠正次郎役（前進座劇場）

2013年
- Moonlight Rambler 〜月夜の散歩人〜